# Karl Johan Johansson i Björksnäs

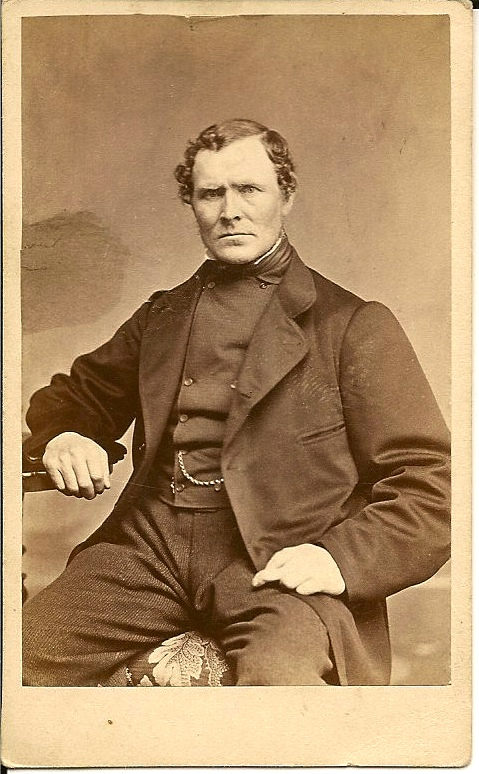
Karl Johan Johansson i Björksnäs fotograferad 1866 av C A Brunstedt.

Karl Johan Johansson (i riksdagen kallad Johansson i Björksnäs), född 10 november 1823 i Kisa församling, Östergötlands län, död där 15 maj 1895, var en svensk lantbrukare och politiker. Han företrädde bondeståndet i Kinda och Ydre härader vid ståndsriksdagarna 1862/63 och 1865/66.